# Championnat d'Irlande de football 1898-1899
Navigation
Édition précédente Édition suivante
Le neuvième championnat d'Irlande de football se déroule en 1898-1899. Le championnat regroupe 6 clubs irlandais. La fin de la saison le club du régiment du North Staffordshire se retire de la compétition. Il est remplacé par le Royal Scots Regiment.
Distillery FC remporte pour la deuxième fois le championnat trois ans après son dernier titre. 
Le championnat se termine avec deux équipes à égalité de points à la première place, Linfield et Distillery. Un match d’appui est organisé pour désigner le deuxième du championnat. Distillery l’emporte 2-0 sur Linfield.

## Les 6 clubs participants
- Belfast Celtic
- Cliftonville FC
- Distillery FC
- Glentoran FC
- Linfield FC
- North Staffordshire

## Classement
| Rang | Équipe              | Pts | J  | G | N | P  | Bp | Bc | Diff |
| ---- | ------------------- | --- | -- | - | - | -- | -- | -- | ---- |
| 1    | Distillery FC       | 15  | 10 | 7 | 1 | 2  | 23 | 17 | +6   |
| 2    | Linfield FC         | 15  | 10 | 7 | 1 | 2  | 21 | 8  | +13  |
| 3    | Cliftonville FC     | 12  | 10 | 6 | 0 | 4  | 19 | 12 | +7   |
| 4    | Glentoran FC        | 12  | 10 | 6 | 0 | 4  | 17 | 12 | +5   |
| 5    | Belfast Celtic      | 6   | 10 | 2 | 2 | 6  | 15 | 25 | -10  |
| 6    | North Staffordshire | 0   | 10 | 0 | 0 | 10 | 11 | 32 | -21  |

|  | Champion d'Irlande |
|  | Relégation         |

- Match d’appui : Distillery FC  2-0 Linfield FC

## Bilan de la saison
| Tableau d'Honneur                 |               |
| Compétition                       | Vainqueur     |
| Championnat d'Irlande de football | Distillery FC |
| Coupe d'Irlande de football       | Linfield FC   |

| Promotions et relégations |                      |
| Relégués                  | North Staffordshire  |
| Promus                    | Royal Scots Regiment |